# Piżmówka
Piżmówka, piżmówka amerykańska, kaczka piżmowa (Cairina moschata) – gatunek dużego ptaka wodnego z rodziny kaczkowatych (Anatidae), zamieszkujący tereny od wybrzeży Meksyku, poprzez Amerykę Środkową po Ekwador nad Pacyfikiem oraz wybrzeża Urugwaju i północnej Argentyny nad Atlantykiem. Udomowiony przez Indian Ameryki Południowej, trafił do Europy w XVI wieku przywieziony przez Hiszpanów i Portugalczyków.

## Taksonomia
Gatunek ten opisał Karol Linneusz w 1758 w 10. edycji Systema Naturae. Holotyp pochodził z Brazylii. Autor nadał nowemu gatunkowi nazwę Anas moschata. Obecnie (2020) Międzynarodowy Komitet Ornitologiczny (IOC) umieszcza piżmówkę w monotypowym rodzaju Cairina, opisanym w 1822 roku przez szkockiego zoologa Johna Fleminga. IOC nie wyróżnia podgatunków. Na Kompletnej liście ptaków świata piżmówka umieszczona jest w plemieniu Tadornini. Jedno z badań wskazuje na to, że rodzaj Cairina stanowi takson siostrzany względem rodzaju Aix. Badacze ustalający kariotyp piżmówek uzyskiwali różne wyniki; w jednym przypadku u 90% piżmówek 2n=80, u 10% ustalono, że 2n wynosi 76–82.

## Morfologia
Długość ciała wynosi 66–84 cm; masa ciała samców 1990–4000 g, samic 1100–1470 g. Dymorfizm płciowy widoczny głównie w rozmiarach ciała. Dzikie piżmówki mają upierzenie w większości czarne z zielonym i fioletowym połyskiem na grzbiecie i skrzydłach. Na głowie obecny ruchomy czub o kształcie podobnym do grzywy. Na skrzydle widoczne białe lusterko. Samica ma czarne boki głowy, u samców występuje połać nagiej, czarnej skóry, z wiekiem pojawiają się czerwone narośle, szczególnie nad okiem. Dziób czarny z jasnoniebieskim paskiem na środku, ma delikatnie zagiętą końcówkę. Nogi czarne, tęczówka żółtobrązowa. W naturze nie występują odmiany barwne, jedynie osobniki młodociane i pisklęta cechuje pewna różnorodność szat. Zdziczałe ptaki mogą mieć różnobarwne upierzenie – białe, z nieregularnie rozmieszczonymi białymi plamami (szeki) lub z domieszką brązu czy szarości w upierzeniu. U takich ptaków różni się również barwa dzioba – może być czarno-różowy lub całkowicie różowy. Udomowione piżmówki wokół dzioba mają maskę – nagą, pomarszczoną skórę, zazwyczaj czerwoną, niekiedy czarną. Wyróżnia się wiele odmian barwnych, między innymi srokatą, białą, perłową (lawendową), niebieską, brązową (czekoladową), szek i jastrzębatą.

## Zasięg występowania
Piżmówki zamieszkują obszar od Meksyku na południe po wschodnie Peru, północną Argentynę i północny Urugwaj, występują również w zachodnich Andach w Kolumbii, Ekwadorze i centralnym Peru. Zdziczałe populacje pojawiają się w różnych miejscach świata. Celowe introdukcje przeprowadzono na Florydzie, w Teksasie i Wyspie Adams. Najprawdopodobniej utrzymała się jedynie populacja z Teksasu.

## Ekologia i zachowanie
Środowiskiem życia piżmówek są lasy deszczowe w okolicach bagien, wolno płynących strumieni i zarośli w namorzynach. Wczesnym rankiem i wieczorem lecą na żerowiska, resztę dnia spędzają wśród drzew. Chętniej wybierają okolice starorzeczy i leśnych strumieni, niż główne rzeki. Piżmówki żywią się różnorodnym pokarmem. Wybierają z błota materię organiczną, jedzą zieleninę i nasiona. Dorosłe jedzą również larwy i dorosłe owady. Niewiele jest badań o rozrodzie w naturze. Składanie jaj koreluje z porą deszczową. Samiec przed kopulacją zaleca się do samicy, wyciągając w jej stronę szyję i sycząc. Tuż przed wspięciem się na jej grzbiet łapie ją za skrzydło. Zostawia samicę samą w okresie składania jaj. Gniazdo może być umieszczone w dziupli lub na ziemi. Zniesienie liczy 8–10 jaj (w niewoli 12–15). Inkubacja trwa około 35 dni. Młode to zagniazdowniki. Opuszczają gniazdo przez otwór dziupli i zeskoczenie. Opierzają się w pełni po 3,5 miesiącach życia.

## Status
IUCN uznaje piżmówkę za gatunek najmniejszej troski (LC, Least Concern) nieprzerwanie od 1988 (stan w 2021). W 2008 organizacja Partners in Flight szacowała, że liczebność światowej populacji na wolności mieści się w przedziale 50–500 tysięcy osobników. Globalny trend liczebności populacji uznawany jest za spadkowy.

## W kulturze
Piżmówki zostały udomowione w czasach przedkolumbijskich. Z perspektywy rdzennych mieszkańców zaletą piżmówek było zjadanie przez nie owadów. Do Europy sprowadzono je w XVI wieku. Najprawdopodobniej sprowadzili je na ten kontynent konkwistadorzy. W Polsce pojawiły się po II wojnie światowej za sprawą żołnierzy wracających z Francji. Kolejne importy miały miejsce w 1968. Początkowo sprowadzone do Europy piżmówki traktowano jako ptaki ozdobne. Na początku XX wieku rozwijał się przemysłowy chów drobiu obejmujący również piżmówki. Zaczęto zwracać uwagę na cechy użytkowe. Piżmówki są ptakami rzeźnymi i ozdobnymi stosunkowo łatwymi w rozrodzie. Piżmówki widnieją na znaczkach wydanych w Belize (1978), Hondurasie (1993), Korei Północnej (1979), Meksyku (1984), Saint Vincent i Grenadynach (2014) i w Wielkiej Brytanii (1996).

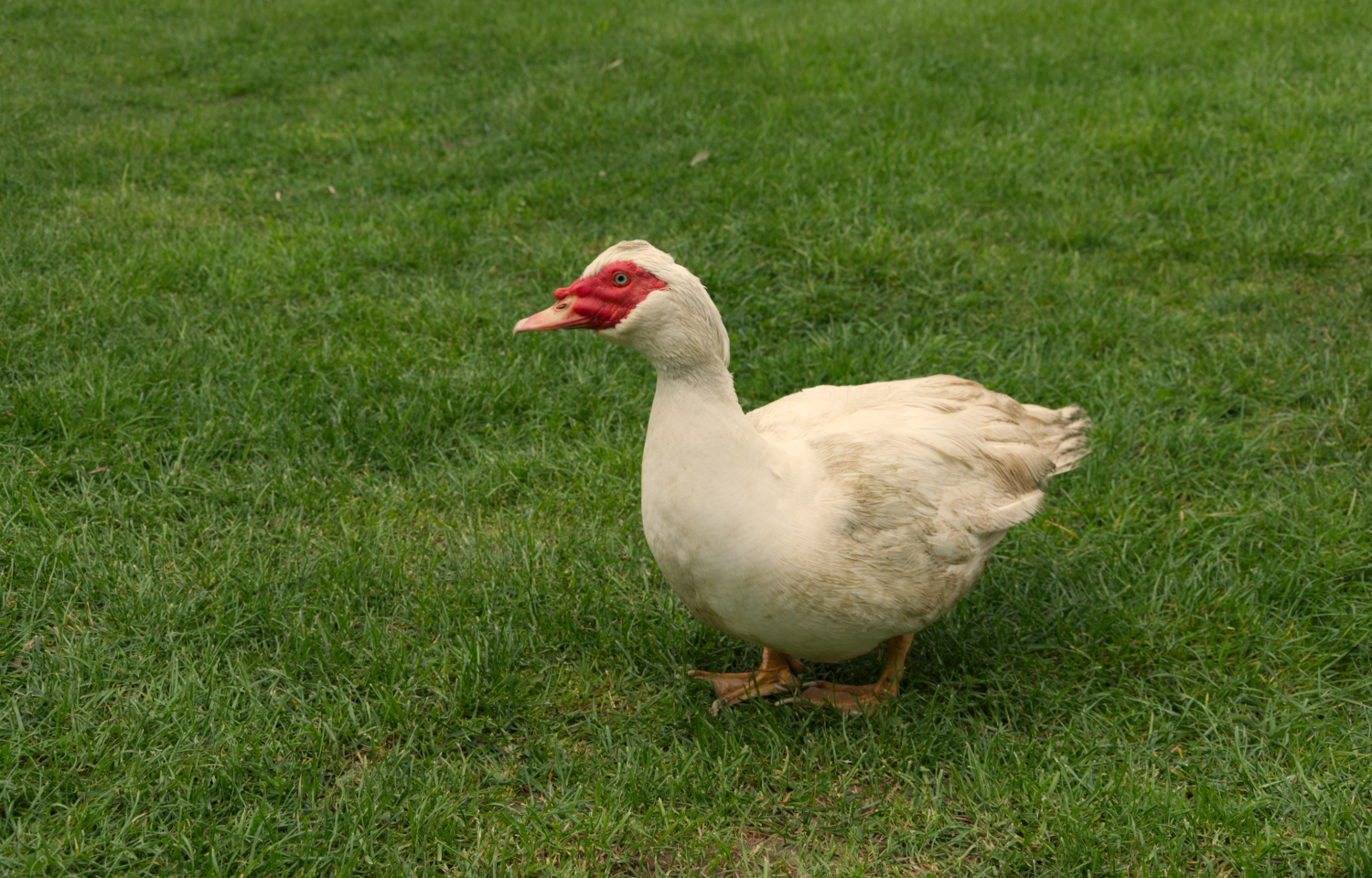
Piżmówka w Muzeum Wsi Mazowieckiej w Sierpcu